# Hylaea unifasciata
Hylaea unifasciata là một loài bướm đêm trong họ Geometridae.